# Bono (Italija)
Bono (sardinski: Bòno) je grad i općina (comune) u pokrajini Sassariju u regiji Sardiniji, Italija. Nalazi se na nadmorskoj visini od 540 metara i ima 3 546 stanovnika.
 Prostire se na 74,54 km2. Gustoća naseljenosti je 48 st/km2.
Susjedne općine su: Anela, Benetutti, Bonorva, Bottidda, Bultei, Nughedu San Nicolò, Oniferi i Orotelli.